# パメラ・ロジャーズ・ターナー
パメラ・ロジャーズ・ターナー（Pamela Rogers Turner、1977年7月1日 - ）は、テネシー州マクミンビルで教鞭をとったアメリカ合衆国の元小学校体育教師兼スポーツコーチ。児童性的虐待者であり性的捕食者である彼女は、センタータウン小学校の生徒の1人である13歳の少年を性的に虐待して有罪判決を受けた。 2020年10月の時点で、彼女はまだ刑務所に服役中で、すでに12年以上を獄中で過ごしている（2006年以降、2012年から2015年の間に短い保護観察期間があった）。

## 生い立ち
出生名パメラ・ジョーン・ロジャーズとして1977年7月1日に生まれ、テネシー工科大学とカンバーランド大学に通い、双方でバスケットボールをプレーした。マクミンビル近隣の住民たちには映画スターのような金髪美人として知られていた。

## 罪状
裁判所の文書によるとロジャーズは少なくとも12回、学生と口淫、膣性交、手淫を含む性行為に及び、学生に彼女に対する舐陰とフィンガリングを行わせた。

## 刑事訴追
2005年2月4日、権威的存在者による15件の性的暴行と13件の法定強姦に問われた。この容疑は10代の少年との3か月間の関係から生じた。彼女は関係を持った当時27歳であった。逮捕後、50,000ドルの保釈金を支払った。最初に公訴された時には無罪を主張した。
2005年8月12日、検察との司法取引の一環として、権威的存在者による4回の性的暴行に関する起訴に異議を申し立てなかった。彼女の判決はテネシー州ウォーレン郡刑務所で270日（約9か月）の懲役刑であった。執行猶予付きの8年間、彼女は7年3か月の保護観察期間を務め、教員資格を放棄する事となる。権威的存在者による性犯罪は「暴力的な性犯罪」であるため、テネシー州の法律の下で生涯の性犯罪者として登録しなければならなかった。判決では、彼女が事件から利益（本や映画を含む）を得ることを禁じているだけでなく、8年間インタビューを受けることも禁じている。ほとんどの州が有罪判決を受けた重罪犯に教育免許を発行しないため、彼女の教育者としてのキャリアを断つ効果を持っていた。
2006年4月24日、父親の携帯電話を利用して同じ少年に自分のメッセージ、ヌード写真、セックス動画を送信したとして再び逮捕された。彼女は更にブログやウェブサイトを介して少年と連絡をとったことで起訴された。裁判官は次の法廷審問まで刑務所に留まるようロジャーズに命じた。2006年7月14日、彼女は以前と同じ被害者に猥褻な動画を送信し、オンラインブログを通じて彼との連絡を取り続けたことにより、保護観察に違反したとして7年の刑を宣告された。ロジャーズは温情に訴え、自身の家族と被害少年の家族に謝罪し、裁判官に涙を流しながら「私は自分自身を辱めた。私がしたことは間違っていた。私は自分自身をリハビリするために何でもするつもりだ」と語り、治療のための地元投獄を求めた。巡回裁判所のバート・スタンレー裁判官は、「あなたは自分自身をリハビリしたいと裁判所に示すこと以外は何も成していない」と言って彼女の要求を拒否した。彼はロジャースの保護観察を取り消し、テネシー州女性刑務所で残る7年間の懲役刑に服するよう命じた。
2007年1月、ロジャーズは自分のヌード写真を少年に送ったことを認め、さらに2年間の懲役刑を受けた。
2012年に釈放されていたターナーは、メンフィスのマーク・ラットレル矯正施設に収監されていた他の2人の囚人と共謀して携帯電話を密輸したとして2015年6月に再び逮捕されメンフィスに移送された。彼女は依然50,000ドルの保証金で刑務所に拘束されている。彼女の逮捕は、刑務所における違法な密輸品としての携帯電話問題に国民の注目を集めた。

## 私生活
1997年の春期休暇中、ターナーはWCWマンデー・ナイトロでミズ・マンデー・ナイトロを務めた。2003年、高校のバスケットボールのコーチであるクリストファー・ターナーと結婚。彼は彼女が起訴された時期である2005年1月に離婚を申請した。夫妻は2004年から既に別居しており、法的な問題が明るみに出る以前から夫婦間の危機に直面していた。
2017年7月、彼女の弟であるアルヴィン・ロジャースが逮捕された。容疑には未成年者に対するレイプが含まれていた。